# Jocelyn de Grandis
Jocelyn de Grandis, född 23 november 1980, är en fransk bågskytt. Han deltog vid olympiska sommarspelen 2000 och olympiska sommarspelen 2004.